# Pedro Clovis Junqueira
Pedro Clovis Junqueira (São Luís, Maranhão, 2 de junho de 1916 – 1 de outubro de 2010) foi um médico brasileiro.
Graduado pela Escola de Medicina do Brasil em 1939. Foi eleito membro da Academia Nacional de Medicina em 1992, sucedendo Luiz Renato Carneiro da Silva Caldas na Cadeira 84, que tem Manuel Dias de Abreu como patrono.